# هنلو
هنلو (به انگلیسی: Henlow) یک روستا و محله مدنی در بریتانیا است که در Central Bedfordshire واقع شده‌است. هنلو ۳٬۰۸۴ نفر جمعیت دارد.